# Boccioleto
Boccioleto là một đô thị ở tỉnh Vercelli trong vùng Piedmont thuộc Ý, có cự ly khoảng 90 km về phía đông bắc của Torino và khoảng 60 km về phía tây bắc của Vercelli. Tại thời điểm ngày 31 tháng 12 năm 2004, đô thị này có dân số 258 người và diện tích là 33,8 km².
Boccioleto giáp các đô thị: Balmuccia, Campertogno, Mollia, Rima San Giuseppe, Rimasco, Rossa, Scopa, và Scopello.